# Машера, Иван Михайлович
Иван Михайлович Машера (укр. Іван Михайлович Машера; 8 мая 1926 года, село Винятинцы) — монтажник Дрогобычского управления треста «Промхимсантехмонтаж» Министерства монтажных и специальных строительных работ Украинской ССР, Львовская область. Герой Социалистического Труда (1971).

## Биография
Родился в 1926 году в бедной крестьянской семье в селе Винятинцы. С 1944 года участвовал в Великой Отечественной войне в составе 3-й стрелково	й роты 1-го гвардейского стрелкового полка 2-й гвардейской стрелковой дивизии 3-го Белорусского фронта. Получил тяжёлое ранение, находился на излечении в госпитале в Москве.
После демобилизации в 1945 году возвратился в родное село, где стал трудиться секретарём, председателем местного сельского совета. С 1948 года — такелажник, монтажник в различных строительных организациях Одессы, Херсона и Тернополя. С начала 1960-х по 1975 года — слесарь-монтажник Дрогобычского управления треста № 24 «Промхимсантехмонтаж» Министерства монтажных и специальных строительных работ Украинской ССР. Член КПСС.
Досрочно выполнил личные социалистические обязательства и производственные задания Восьмой пятилетки (1966—1970). Указом Президиума Верховного Совета СССР от 7 мая 1971 года удостоен звания Героя Социалистического Труда с вручением ордена Ленина и золотой медали «Серп и Молот».
С 1975 года — бригадир монтажников Строительного управления № 238 «Югопромхиммонтаж» Херсонской области.
После выхода на пенсию проживал в Херсоне.

## Награды
- Герой Социалистического Труда
- Орден Ленина — дважды
- Орден Трудового Красного Знамени
- Орден Отечественной войны II степени (06.04.1985)
- Медаль «За отвагу» — дважды (19.01.1945; 1945)
- Медаль «В ознаменование 100-летия со дня рождения Владимира Ильича Ленина»
- Почётная грамота Президиума Верховного Совета УССР
- Отличник социалистического соревнования Министерства монтажных и специальных строительных работ СССР.